# Михаил Глика
Михаил Глика (на латински: Michael Glyca; на гръцки: Μιχαὴλ Γλυκᾶς; Michael Glykas, Glyca; * ок. 1125 в Корфу; † ок. 1204) е византийски историк, теолог, математик, астроном и поет. Той е от Корфу и живее в Константинопол.
Неговото главно произведение е Световна хроника (Βἱβλος χρονικἡ), която е от Адам до смъртта на Алексий I Комнин 1118 г. Той ползва хрониките на Георги Монах, Йоан Скилица, Йоан Зонара и Константин Манасий. През 1572 г. излиза латински превод от Леунклавиус († 1594) на неговите ръкописи. Глика също е автор на сбирка на писма по въпроси на теологията.
Михаил Глика служи като имперски секретар (grammatikos) при император Мануил I Комнин (упр. 1143 – 1180). Той е затворен заради наклеветяване от съсед и пише тогава стихотворение през 1158/1159 г. като молба за помилване към Мануил I Комнин. Той е ослепен за наказание.

## Издания
- Annales Michaeli Glycae Siculi, qui lectori praeter alia cognitu iucunda & utilia, Byzantinam historiam uniuersam exibent: nunc primum Latinam in linguam transscripti et editi per Io. Leuuenclaium. Ex Io. Sambuci V.C. bibliotheca. Accessit index geminus locupletiss, Basileae: per Episcopios, 1572 (Basileae: ex officina Episcopiana, per Eusebium Episcopium & Nicolai fr. haeredes, 1572 mense Septembri)
- Tou kyrou Michael Glyka Sikeliotou Biblos chronike. Michaelis Glycae Siculi, annales, a mundi exordio vsque ad obitum Alexii Comneni imper. Quatuor in partes tributi. Philippus Labbe, ... Graecum textum, ex pluribus mss. codicibus primus in lucem edidit: Ioannis Lewnklauii Amelburni interpretationem recensuit, atque emendauit, Parisiis: e typographia regia, 1660 (Parisiis: in typographia regia, curante Sebastiano Cramoisy, regis ac reginae architypographo, 1659)
- Michaelis Glycae Epistularum. Florentiae: ex typographio Petr. Caiet. Vivianii, 1736
- Michaelis Glycae annales, recognovit Immanuel Bekkerus. Bonnae: impensis ed. Weberi, 1836 (on-line)